# Diocesi di Deventer (vetero-cattolica)
La diocesi di Deventer è una diocesi della Chiesa vetero-cattolica dei Paesi Bassi, istituita nel 1758.
Il titolo di vescovo di Deventer è vacante dal 6 febbraio 1982.

## Storia
La diocesi cattolica di Deventer fu istituita nel 1559 da papa Paolo IV come suffraganea dell'arcidiocesi di Utrecht,
A causa del crollo dell'organizzazione ecclesiastica nei Paesi Bassi, dopo l'introduzione della Riforma, la giurisdizione passò ad un vicario apostolico con sede a Utrecht.
Dopo il verificarsi dello Scisma del 1723, la gerarchia nazionale olandese - nella persona dell'arcivescovo di Utrecht Petrus Johannes Meindaerts - restaurò il titolo episcopale di Deventer, nominando e consacrando vescovo Bartholomeus Johannes Bĳeveld, per permettere il trasferimento della successione apostolica.
Il titolo episcopale di Deventer non è però mai coinciso con una reale competenza diocesana, rimanendo sempre un incarico titolare.
Attualmente, in conformità con l'ecclesiologia vetero-cattolica, il titolo episcopale di Deventer è permanentemente vacante. Tuttavia la diocesi non è formalmente estinta, in quanto l'arcivescovo di Utrecht è responsabile per la giurisdizione su quelle comunità che sono nel territorio della diocesi.

## Cronotassi dei vescovi
- Bartholomeus Johannes Bĳeveld (25 gennaio 1758 - 20 giugno 1778)
- Nicolaus Nellemans (28 ottobre 1778 - 19 maggio 1805)
- Gisbert de Jong (7 novembre 1805 - 9 luglio 1824)
- William Vet (7 ottobre 1824 - 7 marzo 1853)
- Hermann Heykamp (12 aprile 1853 - 8 gennaio 1892)
- Cornelius Diependaal (30 giugno 1875 - 22 novembre 1893)
- Nicholas Spit[1] (1894 - 1929)
- Johannes Hermannus Berends (1929 - 1941)
- Engelbert Lagerwey[2] (1941 - 1959)
- Petrus Jans[3] (1959 - 1979)
- Antonius Jan Glazemaker (1979 - 1982 nominato arcivescovo di Utrecht)